# Totteridge and Whetstone
Totteridge and Whetstone – naziemna stacja londyńskiego metra położona w dzielnicy Barnet. Leży na trasie jednego z północnych odgałęzień Northern Line. Stacja powstała w 1872 jako część sieci kolejowej. W 1940 przejęło ją metro. Korzysta z niej ok. 1,65 mln pasażerów rocznie. Należy do czwartej strefy biletowej.

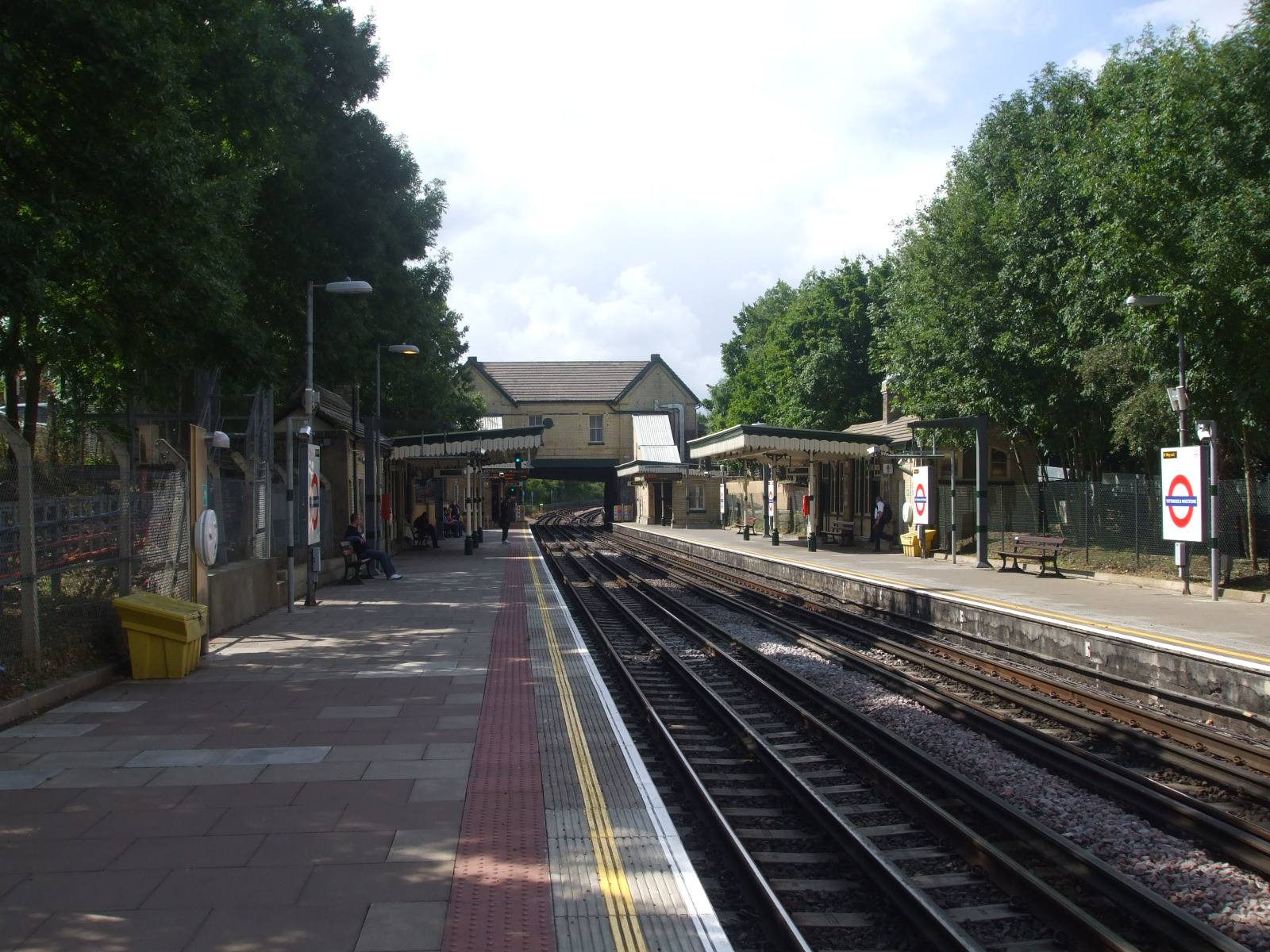
Peron linii do centrum Londynu
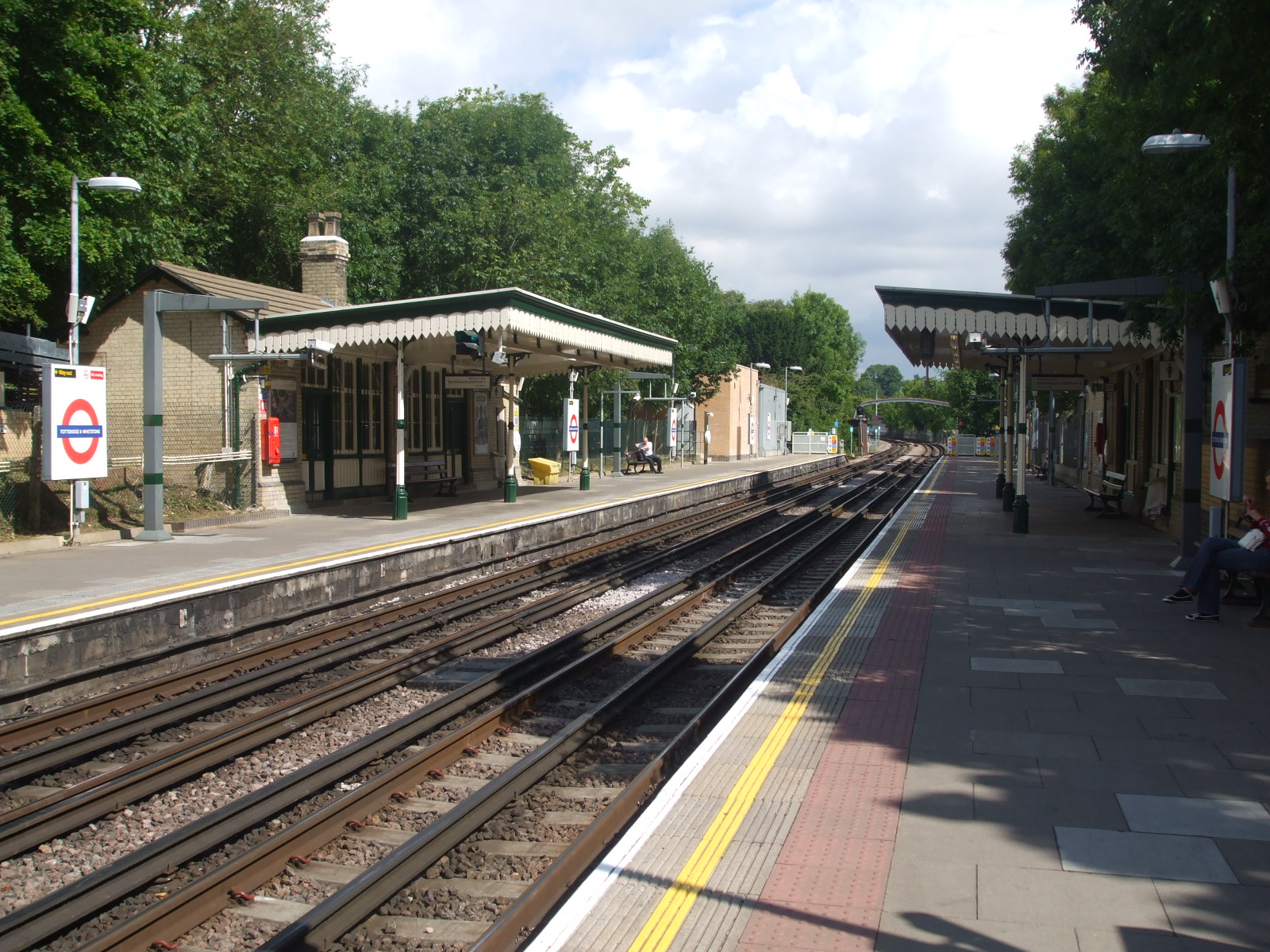
Peron w kierunku stacji końcowej
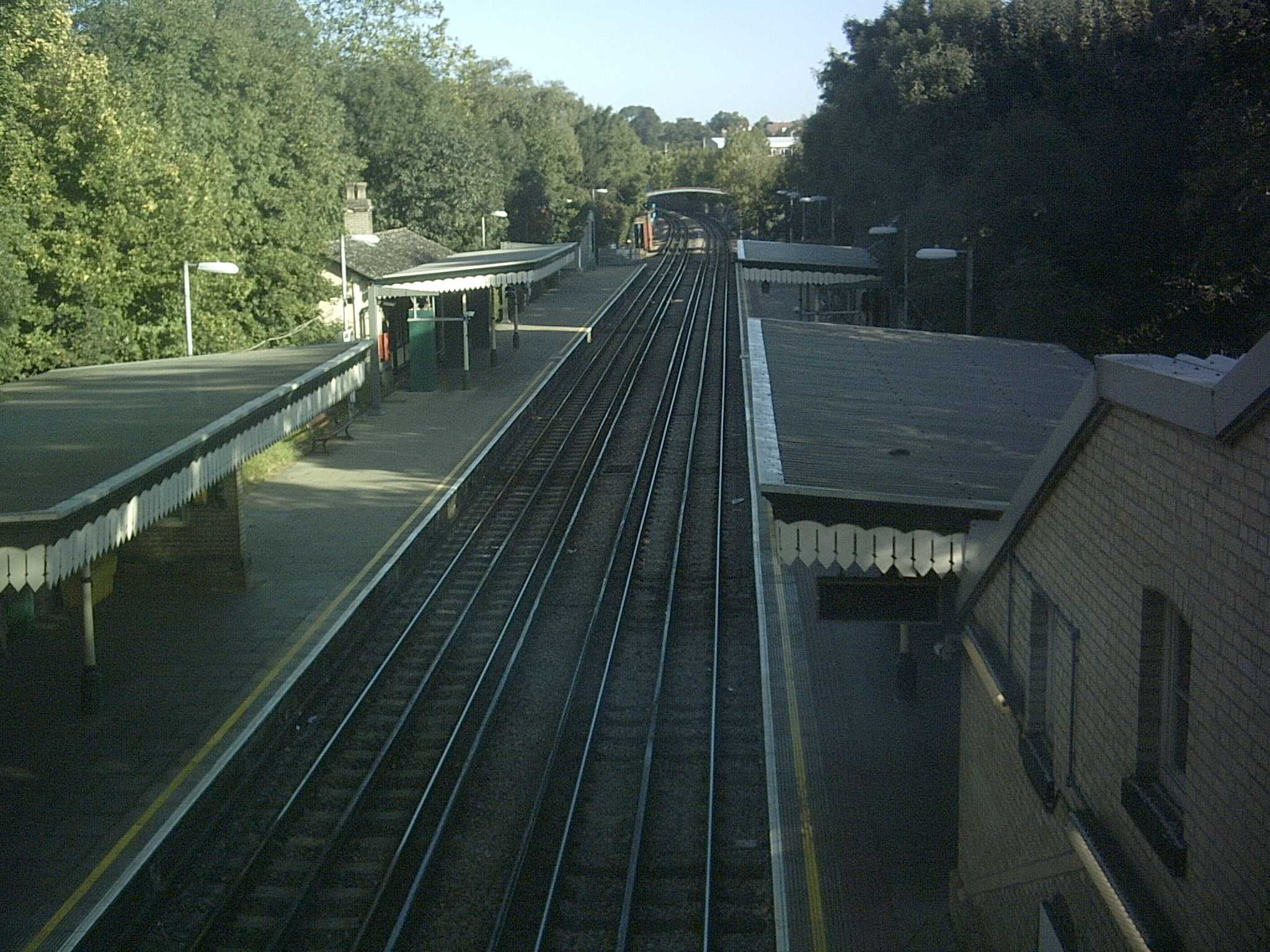
Obydwa perony. Dobrze widoczne szyny zasilające pociągi w energię elektryczną